# 직부
직부(直赴)는 조선시대의 과거 시험에서 초시, 복시(회시)에 합격하지 않고도 바로 복시(회시)와 최종시험인 전시에 응시할 수 있는 자격을 조선의 국왕이 부여하는 것이다.
문과 초시 합격자가 아닌 생원이나 진사, 혹은 생원진사시험에도 합격하지 않은 일반 유학인 성균관 혹은 사부학당 유생 등이 조선 국왕이 유생들을 시험하기 위해 사서육경의 내용이나 사기, 동국통감, 진서, 한서 등의 고역사서 중 한 부분을 제시하고 여기에 만족스러운 답을 제시할 때 바로 직부전시, 직부회시의 명을 받기도 했다.
그는 단계적인 초시, 복시에 응시하지 않고도 전시에 바로 응시하거나, 초시에 응시하지 않고도 바로 회시에 응시하고 다음단계인 전시에 나갈 수 있었다. 직부전시나 직부회시로 선정된 자에게는 직부첩(直赴帖)이라는 임명장을 주었다. 

## 같이 보기
- 과거 제도
- 사부학당
- 생원시
- 진사시